# Nolltaxering
Nolltaxering innebär att man inte deklarerar beskattningsbar inkomst eller förmögenhet, och kan därför inte heller taxeras för inkomst- eller förmögenhetsskatt. Nolltaxering kan man uppnå genom att deklarera avdragsgilla kostnader eller skulder som uppgår till samma belopp som inkomst eller förmögenhet. Detta kunde förr uppnås genom att man exempelvis köpte ett bolag med stora förluster som man kunde dra av från den egna inkomsten. Med skattelagstiftning försöker staten eliminera möjligheter att undandra sig beskattning som anses som orättfärdiga.